# آرنو لیزمبارت
آرنو لیزمبارت (انگلیسی: Arnaud Lisembart؛ زادهٔ ۲۹ دسامبر ۱۹۸۴) بازیکن فوتبال اهل فرانسه است.
از باشگاه‌هایی که در آن بازی کرده‌است می‌توان به باشگاه فوتبال اود-هورلی لوون و باشگاه فوتبال لو مان اشاره کرد.